# Okselbæk Skov
Okselbæk Skov (på ældre dansk Oxelbæk Skov, på tysk Ausselbek) er en overvejende statsejet skov på godt 123 ha beliggende mellem Ølsby og Klapholt i det sydlige Angel i Sydslesvig. Kun en lille del er bevaret som bondeskov. I syd og sydvest er skoven afgrænset af Kvastrup Å. I administrativ henseende hører skoven under Ølsby kommune i Slesvig-Flensborg kreds i den nordtyske delstat Slesvig-Holsten. I den danske tid hørte skoven som domæneskov (med 179 tdr.) under både Havetoft og Ølsby Sogn (begge Strukstrup Herred, Gottorp Amt). Skoven strækker sig over et let kuperet areal med højder på omtrent 50 m. Den er blandskov med bøg, eg, ask og enkelte nåletræer. De ældste træer er fra omkring 1820. I 1954 blev der fundet arkæologiske spor fra jernalderen.
Skovens navn er første gang dokumenteret i 1640. Navnet er afledt af dansk aksel (angeldansk awsel), her relateret til bækens forløb.